# Hanover, Kansas
Hanover är en ort i Washington County i Kansas. Vid 2020 års folkräkning hade Hanover 690 invånare.